# Sædegård
En sædegård var før enevældens indførelse i 1660 betegnelsen for en hovedgård, hvor ejeren havde sin residens og husholdning. En hovedgård (herregård) var en stor, adeligt ejet gård, med tilhørende fæstegårde. Som afgift for fæstegårdene ydede fæstebønderne arbejde, det såkaldte hoveri, på hovedgården – deraf betegnelsen. Denne praksis vedblev indtil midten af 1800-tallet.
Til hovedgårde, og navnlig sædegårde, var der endvidere knyttet visse privilegier, først og fremmest skattefrihed og tiendefrihed for jorden.
En sædegård skulle være komplet, hvilket indebar, at den havde mindst 200 tønder hartkorn gods indenfor en afstand af to mil.
Efter 1660 kunne hovedgårde, og dermed også sædegårde, erhverves af ikke-adelige.